# 2071 Nadezhda
2071 Nadezhda este un asteroid din centura principală, descoperit pe 18 august 1971 de Tamara Smirnova.